# Sumur (Brangsong)
Sumur is een bestuurslaag in het regentschap Kendal van de provincie Midden-Java, Indonesië. Sumur telt 4185 inwoners (volkstelling 2010).